# Lomtjärnen (Degerfors socken, Västerbotten, 714370-169311)
Lomtjärnen är en sjö i Vindelns kommun i Västerbotten och ingår i Umeälvens huvudavrinningsområde.